# Internationales Straßentheaterfestival Holzminden

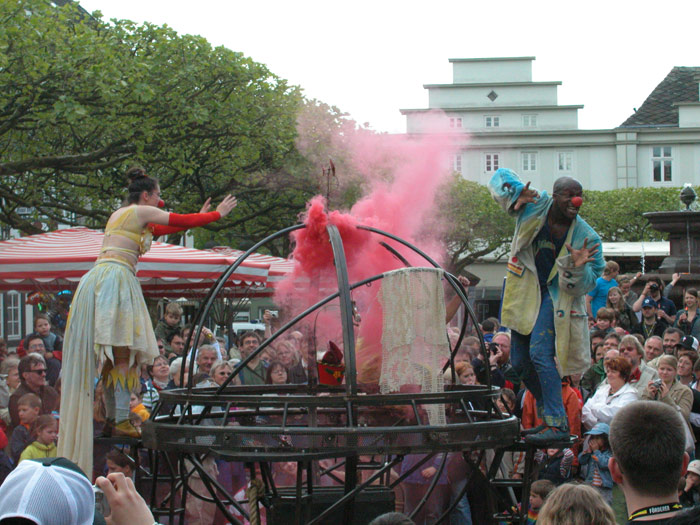
Internationales Straßentheaterfestival Holzminden 2005

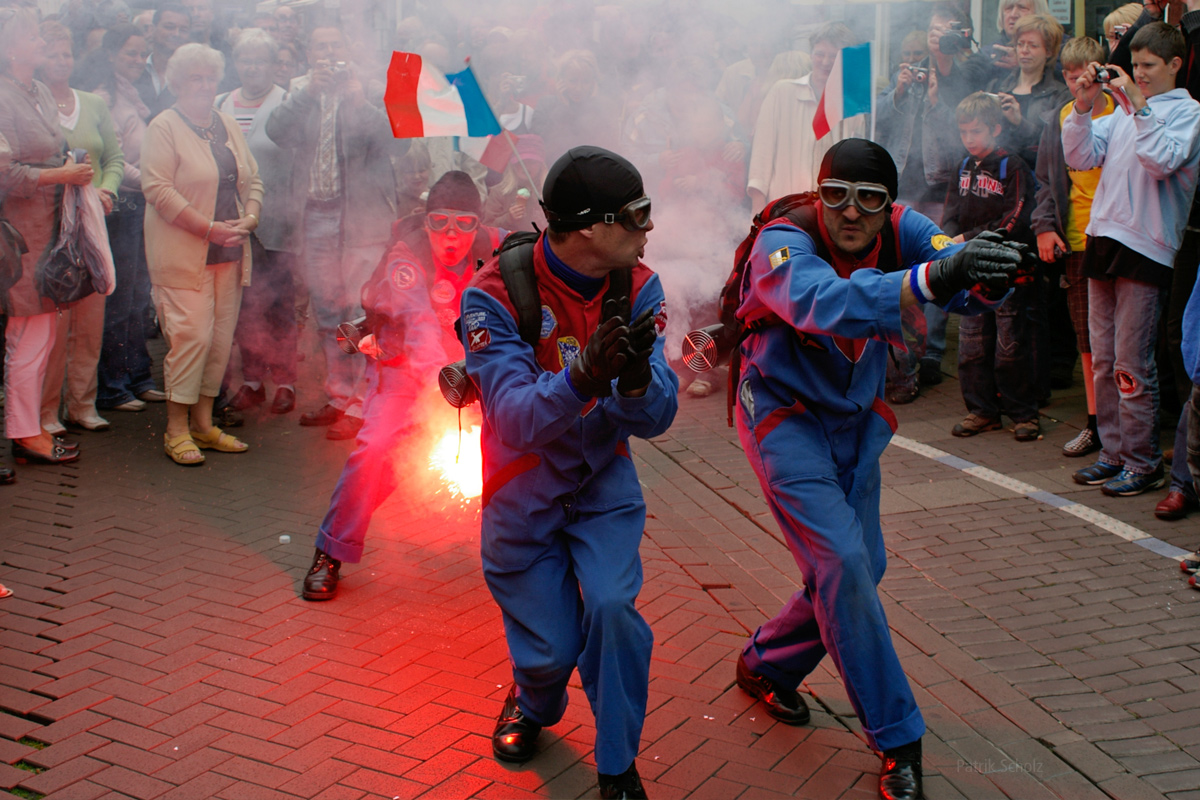
Internationales Straßentheaterfestival Holzminden 2009

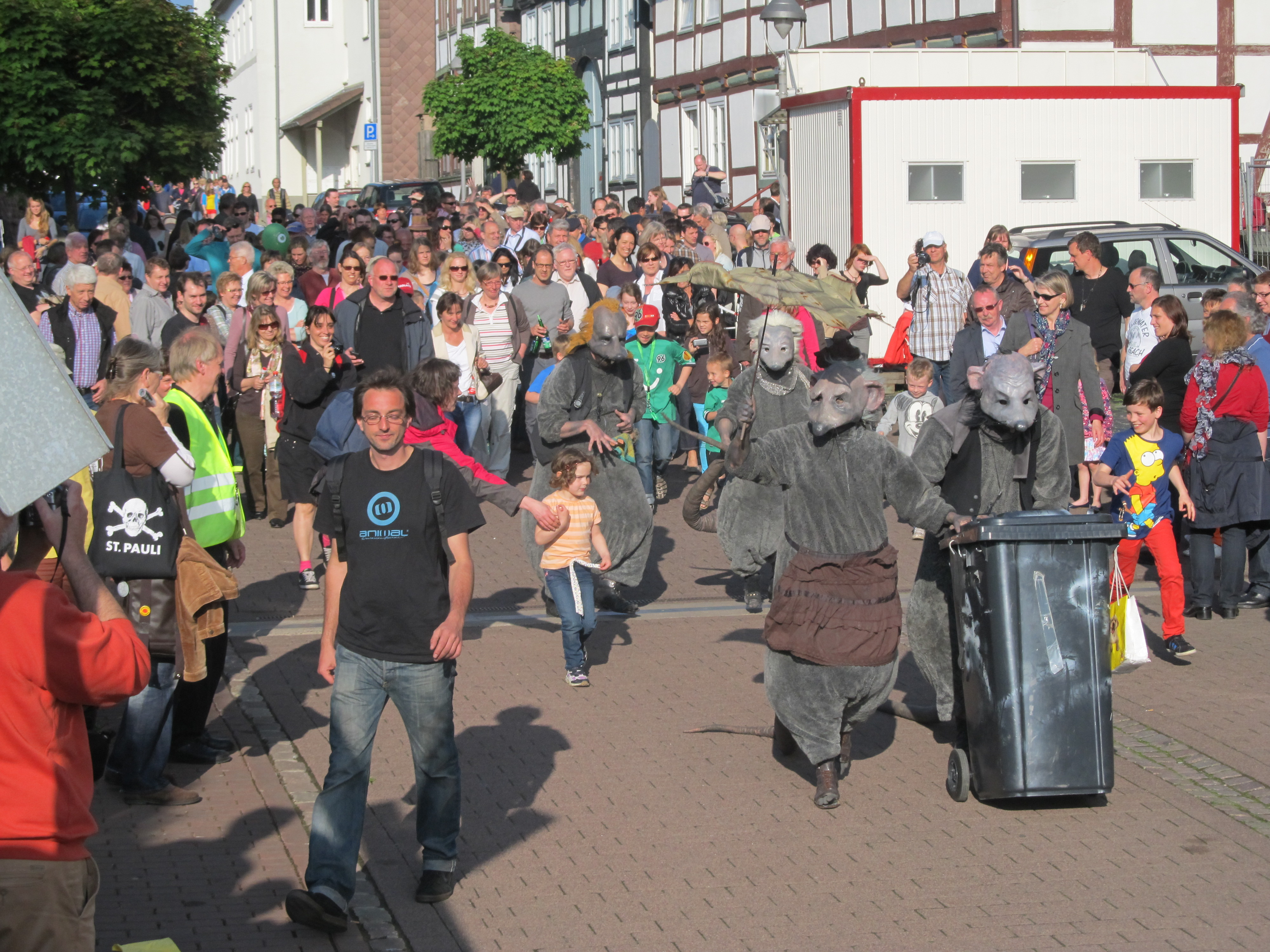
Internationales Straßentheaterfestival Holzminden 2013

Das Internationale Straßentheater Festival in Holzminden findet seit Mai 1991 meist im Zweijahresrhythmus am Pfingstwochenende statt.

## Geschichte
1990 beauftragte die Stadt Holzminden die Managementagentur „Kulturbüro Köln“ mit der Planung eines Straßentheaterfestivals, die eng mit dem städtischen Kultur- und Fremdenverkehrsamt kooperierte. Das Ziel bestand darin, mit geringem Budget ein Programm mit hohem internationalen Qualitätsstandard zu bieten und ein Kulturfest in einer Kleinstadt zu schaffen, das überregionale Bekanntheit erlangt. Das erste Festival im Mai 1991 über vier Tage wurde als Theater auf der Straße bezeichnet. Es war ein Wettbewerb, bei dem eine internationale Fachjury einen Förderpreis vergab. Daneben gab es einen Publikumspreis, der durch Wahlbriefe entschieden wurde. Die Stadt zahlte den Künstlern keine Honorare, übernahm jedoch in Kooperation mit Sponsoren die Kosten für Reise und Beherbergung. Den Förderpreis erhielt 1991 die Berliner Truppe R.A.MM. für ihr Stück „Embryonale Stauforschung“, das auf der gesperrten Oberen Straße nachts aufgeführt wurde mit aufwändigen Lautsprecherbrücken und mit ohrenbetäubenden Geräuschen. Dabei wurden mit Vorschlaghämmern Autos zertrümmert.
Im Juni 1992 folgte das 2. Festival, ehe der finanzielle und organisatorische Aufwand für die Stadt Holzminden nicht mehr jährlich tragbar war und entschieden wurde, das Festival nur noch zweijährlich zu veranstalten. Bis 2002 wurden in der Regel bis zu 12 Künstlergruppen oder Einzelkünstler zum Festival eingeladen, die ihre Aufführungen (oft Premieren) wie international üblich mehrmals an den vier Veranstaltungstagen zeigten. Ab 1994 wurden zwei Preise vergeben: ein „Preis für kleines mobiles und flexibles Straßentheater“ und ein „Preis für große Open-Air-Produktionen“ und zu diesem 3. Festival kamen rund 40.000 Besucher. In den folgenden Jahren wuchs das Interesse an dem Straßentheaterfestival in Holzminden und 1998 kamen bereits 50.000 Besucher. Die Stadt stieß im Jahr 2000 beim 6. Festival mit 60.000 Besuchern an räumliche Grenzen, um den Publikumsansturm und die Veranstaltungsorte zu organisieren. Die Kosten stiegen ebenfalls und die Stadt verbuchte aus dem Festival ein Defizit von 361.000 DM. Der Stadtrat entschied, mit dem 7. Festival im Mai 2002 die Veranstaltungszeit auf drei Tage zu begrenzen. Die Zuschauerzahl verringerte sich daraufhin auf 40.000 Besucher.
Als Holzminden 2004 das Landesfest Tag der Niedersachsen ausrichtete, fiel das Festival in diesem Jahr aus und wurde 2005 nachgeholt. Die internationalen, teilnehmenden Künstlergruppen bekamen bis 2002 keine Gage, nur die von einer Jury als Sieger prämierten Gruppen erhielten Geldpreise. 2005 wurden zum ersten Mal Gagen bezahlt. Das Festival dient den teilnehmenden Gruppen auch der Präsentation neuer Stücke, um so Aufträge von anderen Veranstaltern, die als Beobachter anreisen, zu erhalten.
Das 12. Internationale Straßentheaterfestival 2013 wurde vom Förderverein des Straßentheaterfestivals und vom Landschaftsverband Niedersachsen e. V. gefördert. Hauptsponsor war die Braunschweigische Landessparkasse.
Auf dem 13. Internationale Straßentheater Festival Holzminden 2015 hatten die Besucher die Möglichkeit einen Publikumspreis für eine „kleine, mobile Straßentheater-Produktion“ und für eine „technisch aufwändiges Open-Air-Theater“ zu wählen. Insgesamt nahmen 19 Theaterensembles und Einzelkünstler teil und boten 58 einzelne Aufführungen.

## Preisträger
Von 1991 bis 2002 wurde ein Förderpreis durch eine wechselnde, internationalen Fachjury vergeben, die sich aus europäischen Festivalleitern zusammensetze. Seit 2005 erfolgt die Wahl der „besten“ Gruppe durch das Publikum. Jeder Straßentheaterbesucher kann mit Stimmzetteln für seine „Lieblingsgruppe“ mit seiner Stimme abstimmen.
| Jahr | Preisträger                                                        |
| ---- | ------------------------------------------------------------------ |
| 1991 | RA.M.M. Theater + Cie. Kumulus                                     |
| 1992 | Semola Theater + Hors Strate                                       |
| 1994 | Cie. Jo Bithume + Cie. Cacahuète                                   |
| 1996 | Transe Express + Die Audiogruppe, Jury-Sonderpreis an Denis Tricot |
| 1998 | Compagnie Carabosse + Angie Hiesl Produktion                       |
| 2000 | Compagnie Artonik + The Lunatics                                   |
| 2002 | TEATRO KA + Pan Optikum                                            |
|      |                                                                    |
| 2005 | Theater Anu in Kooperation mit Rostcrew                            |
| 2007 | Les Apostrophés                                                    |
| 2009 | Theater Gajes                                                      |
| 2011 | Theater Titanick                                                   |
| 2013 | CLOSE-ACT Theatre                                                  |
| 2015 | Theater Anu + Carré Curieux, Cirque Vivant!                        |
| 2017 | Theater Titanick + Mimbre                                          |
| 2019 | Kompanie CircO + Compagnie Lucamoros                               |

## Jury-Mitglieder
Die Liste der Jury-Mitglieder führt die Personen auf, die von 1991 bis 2020 der Jury angehörten.

## Festivalteilnehmer

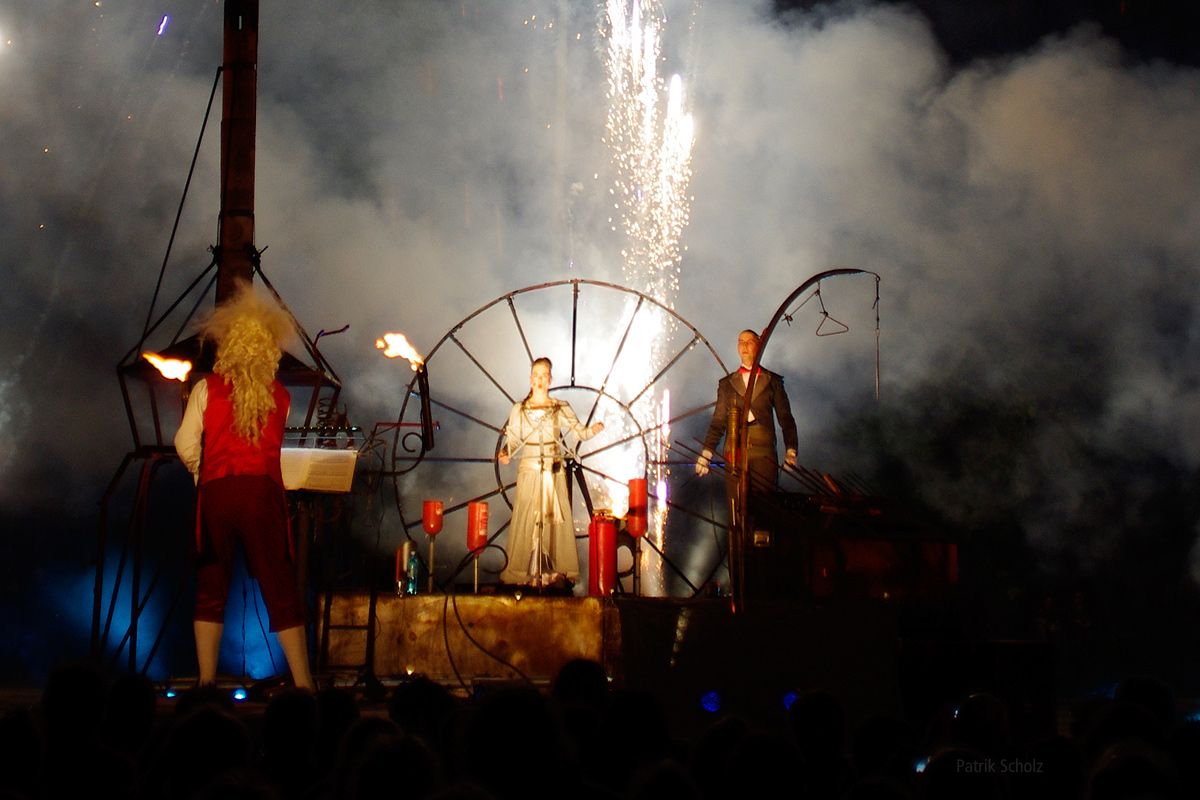
Theater Titanick (2011)

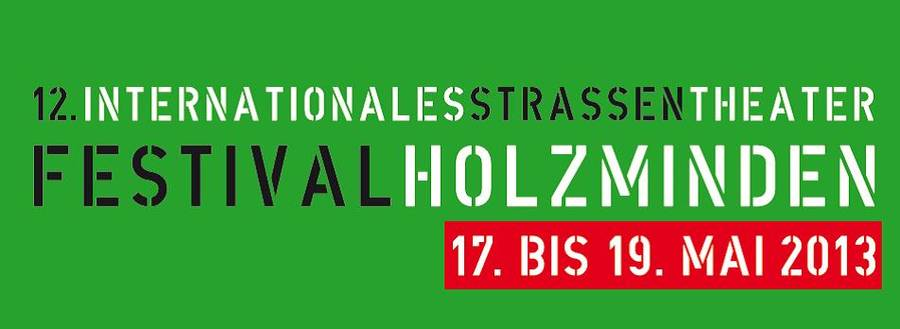
Logo des 12. Internationalen Straßentheaterfestivals 2013

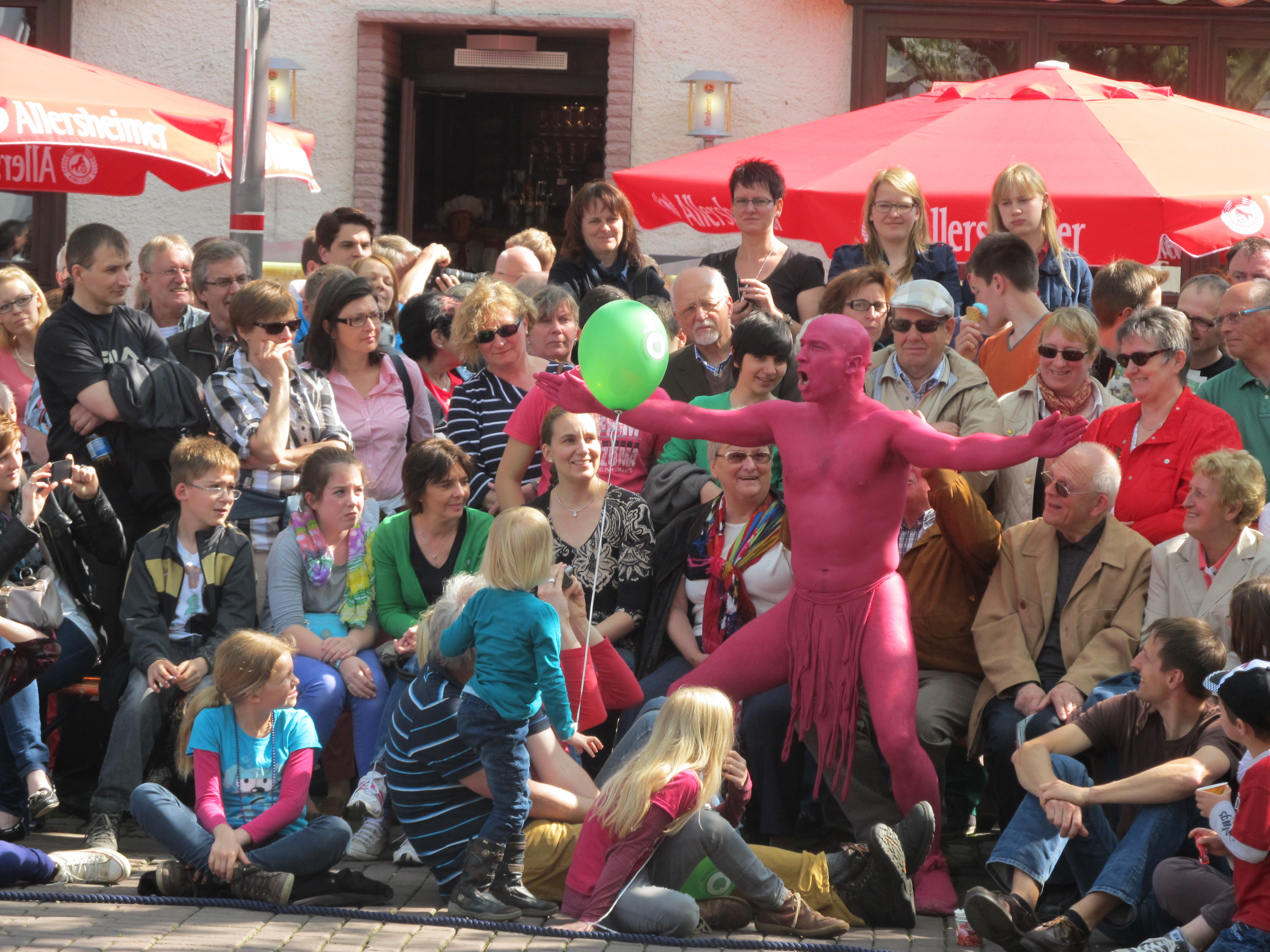
Die Gruppe Kud Ljud aus Slowenien mit dem Walking-Act-Stück „The Invasion“

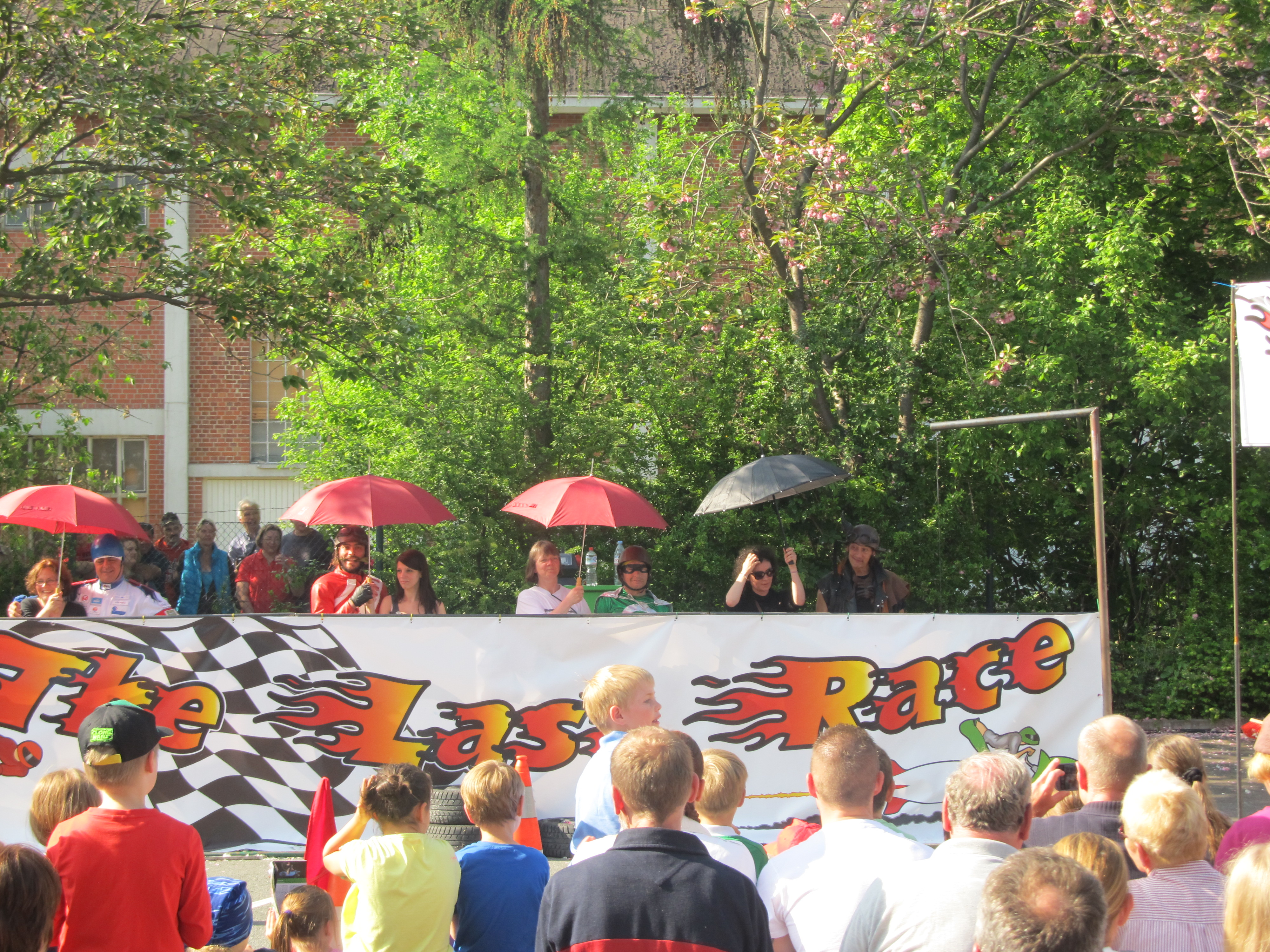
Die Gruppe Les Goulus aus Frankreich mit dem Stück „The Last Race“ (Uraufführung)

Die Liste der Festivalteilnehmer führt die teilnehmenden Gruppen vom 8. Festival 2005 bis zum 15. Festival 2019 auf.